# Laia Arnal Arasa
Laia Arnal Arasa és una científica catalana. Es va llicenciar en biologia per la Universitat de Barcelona (UB) i va complementar els seues estudis amb un MBA a La Salle (URL).
La seva trajectòria professional ha estat molt lligada a la millora de la qualitat de vida de les persones a través de la recerca i la innovació en salut. Ha estat directora de l'International Center for Scientific Debate; directora de Projectes àrea d’innovació del Biocat, i directora de projectes al Consorci de Transferència de Coneixement, entre d'altres càrrecs.
Posteriorment es va incorporar al Vall d’Hebron Institut de Recerca (VHIR) com a directora de desenvolupament de negoci, on va desenvolupar tasques com la de responsable de la unitat d’innovació, valorització i transferència de tecnologia i coneixement. El març de 2023 fou nomenada directora general de Societat del Coneixement, Transferència i Territori.